# Pingane
El pingané es un juego tradicional que probablemente provenga de Los Pedroches (Córdoba), más concretamente del municipio de Añora. En otros pueblos de la comarca, como en Cardeña, se denomina "pita". La revista escolar Algarabía, de Villanueva del Duque en su número 49 publica una reseña.
Se jugaba con dos palos. Uno corto, cilíndrico de unos dos o tres centímetros de diámetro y unos ocho o diez de largo, afilado por las puntas, de forma cónica. Este es el propio pingané, su significado debe tener relación con saltar. Hay dos jugadores. Se turnan, el jugador que tiene la vez, tiene un palo más largo, como de medio metro. Se coge por un extremo, con él da un golpe al pingané en la punta, para hacerlo saltar, mientras está en el aire, el jugador debe darle un golpe con fuerza con el palo. No es sencillo, se falla bastante, hay que tener cierta práctica. Debe enviarlo lo más lejos posible del lugar de salida. El jugador rival se pone delante, esperando que le llegue el pingané, si consigue cogerlo con las manos antes de que caiga al suelo, al jugador se le acaba esa tirada y no ha hecho ningún punto. Después le toca al otro realizar su jugada, e intentará hacer lo mismo. Si no lo puede coger, pero le cae cerca, puede darle una patada mientras está en movimiento, para hacerlo retroceder hacia la línea de salida. En cada jugada hay tres oportunidades, partiendo del sitio de la vez anterior. No se puede tocar el pingané, es como en el golf, tienes que procurar que no te caiga ni en arena, ni en agua, ni entre la hierba y los matorrales. Cuando ha finalizado su tirada, desde el último sitio donde ha caído, el jugador debe pedirse puntos a ojo, es decir calcular las veces que está la vara hasta la salida. El jugador rival puede aceptar el número como válido y son los puntos que ha hecho o puede medirlos, si hay más valen los que pidió y si hay menos los pierde todos. Gana el que primero consigue los puntos fijados de antemano, 500, 1000,...
Otra modalidad de este juego consistía dibujar un círculo en el suelo de unos tres metros de diámetro y poner el pingané en el interior de este círculo. A continuación el jugador golpea el pingané en una de sus puntas para elevarlo y vuelve a golpearlo en el aire para lanzarlo lo más lejos posible. En esta modalidad gana el jugador que consiga llegar más lejos con el pingané, siempre que éste salga del círculo dibujado en el suelo. Esta modalidad es la empleada en las Olimpiadas Rurales de Los Pedroches que se celebran en Añora (Córdoba).
En el Diccionario de la Real Academia figura como tala o toña.